# Sortida de sol a les Catskill Mountains
La Sortida de sol a les Catskill Mountains, el títol original del qual en anglès és Mountain Sunrise, Castkill, o Sunrise in the Catskills, és la temática de dos llenços de Thomas Cole, ambdós de l'any 1826.

## Versió d'una col·lecció privada
Pintura a l'oli sobre llenç (sobre tauler?) ; any 1826; 46,4 x 61,9 cm.; col·lecció privada.
Aquest llenç està basat en esbossos realitzats per Thomas Cole, durant el seu primer viatge a les Catskill Mountains l'any 1825, o potser en el segon viatge de l'any 1826. Sembla que aquesta pintura era el pendant d'un Mountain Sunset, Catskill, actualment perdut, Aquest paisatge no representa cap indret concret, sinó que és una composició de diversos indrets observats a les Catskills. Tot i la influència de Salvator Rosa, Cole comença una nova manera de representar els diversos plans de la composició, la qual cosa li dona al llenç una peculiar força estètica.
Les dues minúscules figures del primer pla no són els indígenes nord-americans que solen aparèixer a les obres de Cole, sinó que per llur vestimenta semblen pioners nord-americans del segle xviii. La representació de minúscules figures en un paisatge imponent, era una fórmula típica del Sublim europeu, però aquest llenç segurament també reflecteix la pròpia experiència de Cole d'haver travessat, a peu i en solitari, amples zones de territori verge.

## Versió de la National Gallery of Art
Pintura a l'oli sobre llenç; 64.8 x 90.1 cm.; any 1826; National Gallery of Art, Washington DC.
Signat a la part inferior central: T. Cole / 1826
A la primavera de 1826, Robert Gilmor Jr., un col·leccionista de Baltimore, va encarregar a Thomas Cole un paisatge una vista de les Catskill Mountains. Cole va completar aquesta obra a principis de desembre i el va lliurar el dia de Nadal. Segons l'artista, aquest quadre mostra l'albada de la Vly Mountain, un pic prop de les capçaleres orientals del riu Delaware.
En aquesta versió, l'espectador es col·loca en primer terme, sobre un penyal il·luminat, i en el lloc on hi havia les figures dels pioners, ara hi ha una gran roca. Un aflorament rocós en segon terme, sembla oferir un lloc privilegiat per tal d'albirar el paisatge, i prefigura el d'Ànimes germanes. Però, entre l'espectador i l'horitzó, hi ha una zona de foscor, un abisme i un bosc que sembla impenetrable. Només el rosat i daurat de la sortida del sol proporcionen un sentit de l'alliberament.
Aquest llenç és molt important, perquè Cole representa per primer cop un paisatge verge de forma plenament personal, i està documentada la relació amb un important mecenes. És una peça fonamental de la pintura de paisatge nord-americà del segle xix, que conté les llavors dels treballs posteriors de Cole, i anticipa les grans obres del seu deixeble Frederic Edwin Church, a la dècades de 1850 i 1860.